# Marina Grecka
Marina, księżna Kentu (ur. 13 grudnia 1906 w Atenach, zm. 27 sierpnia 1968 w Londynie) – księżniczka grecka, żona Jerzego, księcia Kentu, przewodnicząca All England Lawn Tennis and Croquet Club.

## Życiorys
Była córką Mikołaja (trzeciego syna króla Grecji Jerzego I) i księżniczki Eleny Władimirownej (wnuczki cara Aleksandra II). Wśród jej rodziców chrzestnych byli m.in. król Jerzy I Grecki i król Anglii Edward VII. 
Jako 11-latka przeżyła upadek greckiej monarchii i razem z rodziną królewską opuściła kraj. Wychowywała się m.in. w Szwajcarii i Paryżu.
29 listopada 1934 poślubiła księcia Jerzego, czwartego syna króla Anglii Jerzego V. Para poznała się 5 lat wcześniej, a ich zaręczyny zostały ogłoszone w sierpniu 1934. Z małżeństwa tego urodziło się troje dzieci – synowie Edward (9 października 1935) i Michael (4 lipca 1942) oraz córka Alexandra (25 grudnia 1936). Księżna owdowiała kilka tygodni po urodzeniu syna Michaela, kiedy książę Jerzy zginął w katastrofie lotniczej.
Jako członkini brytyjskiej rodziny królewskiej wykonywała liczne obowiązki z tym związane, przysługiwały jej też liczne zaszczyty. Była m.in. kanclerzem University of Kent. Przez wiele lat (do śmierci) pełniła funkcję prezydenta All England Lawn Tennis and Croquet Club, organizatora prestiżowego tenisowego turnieju wimbledońskiego. Stanowisko to objął po niej syn Edward. Księżna posiadała wiele odznaczeń (m.in. Order Imperium Brytyjskiego) oraz nosiła liczne honorowe tytuły wojskowe, m.in. pułkownika kilku oddziałów oraz komendanta Women's Royal Australian Naval Service.
Marina, księżna Kentu, zmarła w 1968 roku w wyniku guza mózgu. 

## Genealogia
| Prapradziadkowie              | Fryderyk Wilhelm Glücksburg(1785–1831) ∞ 1810 Ludwika Karolina Heska (1789–1867)  | Wilhelm Heski (1787–1867) ∞ 1810 Ludwika Karolina Oldenburg (1789–1864)           | car Rosji Mikołaj I Pałkin (1796–1855) ∞ 1817 Aleksandra Fiodorowna (1798–1860)    | ks. Saksonii-Altenburga Józef (1789–1868) ∞ 1817 Amelia Wirtemberska (1799–1848)   | car Rosji Mikołaj I Pałkin (1796–1855) ∞ 1817 Aleksandra Fiodorowna (1798–1860)  | w. ks. Hesji Ludwik II (1778–1848) ∞ 1804 Wilhelmina Badeńska (1788–1836)        | w. ks. Meklemburgii-Schwerinu Paweł Frderyk (1800–1842) ∞ 1822 Aleksandra Hohenzollern (1803–1892)          | Henryk Reuss-Köstritz (1786–1841) ∞ 1819 Eleonora Stolberg-Wernigerode (1801–1827)                          |
| Pradziadkowie                 | kr. Danii, Chrystian IX (1818–1906) ∞ 1842 Ludwika Heska (1817–1898)              | kr. Danii, Chrystian IX (1818–1906) ∞ 1842 Ludwika Heska (1817–1898)              | Konstanty Nikołajewicz Romanow (1827–1892) ∞ 1848 Aleksandra Josifowna (1830–1911) | Konstanty Nikołajewicz Romanow (1827–1892) ∞ 1848 Aleksandra Josifowna (1830–1911) | car Rosji, Aleksander II (1818–1881) ∞ 1841 Maria Aleksandrowna (1824–1880)      | car Rosji, Aleksander II (1818–1881) ∞ 1841 Maria Aleksandrowna (1824–1880)      | w. ks. Meklemburgii-Schwerinu, Fryderyk Franciszek II (1823–1883) ∞ 1849 Augusta Reuss-Köstritz (1822–1862) | w. ks. Meklemburgii-Schwerinu, Fryderyk Franciszek II (1823–1883) ∞ 1849 Augusta Reuss-Köstritz (1822–1862) |
| Dziadkowie                    | kr. Hellenów, Jerzy I (1845–1913) ∞ 1867 Olga Konstantynowna Romanowa (1851–1926) | kr. Hellenów, Jerzy I (1845–1913) ∞ 1867 Olga Konstantynowna Romanowa (1851–1926) | kr. Hellenów, Jerzy I (1845–1913) ∞ 1867 Olga Konstantynowna Romanowa (1851–1926)  | kr. Hellenów, Jerzy I (1845–1913) ∞ 1867 Olga Konstantynowna Romanowa (1851–1926)  | Włodzimierz Aleksandrowicz Romanow (1847–1909) ∞ 1874 Maria Pawłowna (1854–1920) | Włodzimierz Aleksandrowicz Romanow (1847–1909) ∞ 1874 Maria Pawłowna (1854–1920) | Włodzimierz Aleksandrowicz Romanow (1847–1909) ∞ 1874 Maria Pawłowna (1854–1920)                            | Włodzimierz Aleksandrowicz Romanow (1847–1909) ∞ 1874 Maria Pawłowna (1854–1920)                            |
| Rodzice                       | Mikołaj Glücksburg (1872–1938) ∞ 1902 Helena Władimirowna Romanowa (1882–1957)    | Mikołaj Glücksburg (1872–1938) ∞ 1902 Helena Władimirowna Romanowa (1882–1957)    | Mikołaj Glücksburg (1872–1938) ∞ 1902 Helena Władimirowna Romanowa (1882–1957)     | Mikołaj Glücksburg (1872–1938) ∞ 1902 Helena Władimirowna Romanowa (1882–1957)     | Mikołaj Glücksburg (1872–1938) ∞ 1902 Helena Władimirowna Romanowa (1882–1957)   | Mikołaj Glücksburg (1872–1938) ∞ 1902 Helena Władimirowna Romanowa (1882–1957)   | Mikołaj Glücksburg (1872–1938) ∞ 1902 Helena Władimirowna Romanowa (1882–1957)                              | Mikołaj Glücksburg (1872–1938) ∞ 1902 Helena Władimirowna Romanowa (1882–1957)                              |
| Maryna Glücksburg (1906–1968) |                                                                                   |                                                                                   |                                                                                    |                                                                                    |                                                                                  |                                                                                  | | |